# Селемли
Селемли (на македонска литературна норма: Селемли) е село в община Богданци на Северна Македония.

## География
Селото е разположено източно от Гевгели и южно от Богданци, на границата с Гърция.

## История
В края на XIX век Селемли е чисто турско село. В „Етнография на вилаетите Адрианопол, Монастир и Салоника“, издадена в Константинопол в 1878 година и отразяваща статистиката на населението от 1873, Селемлия е посочено като селище с 15 домакинства, като жителите му са 54 мюсюлмани.
Според статистиката на Васил Кънчов („Македония. Етнография и статистика“) от 1900 г. в Селемлий живеят 250 жители турци.
Според преброяването от 2002 година селото има 327 жители.
| Националност | Всичко |
| македонци    | 35     |
| албанци      | 0      |
| турци        | 0      |
| роми         | 0      |
| власи        | 0      |
| сърби        | 292    |
| бошняци      | 0      |
| други        | 0      |

В 2011 година в селото е поставен темелният камък на църквата „Свети Георги“, която почва да се гради през май 2012 г.